# Lista över orter i Cetinje

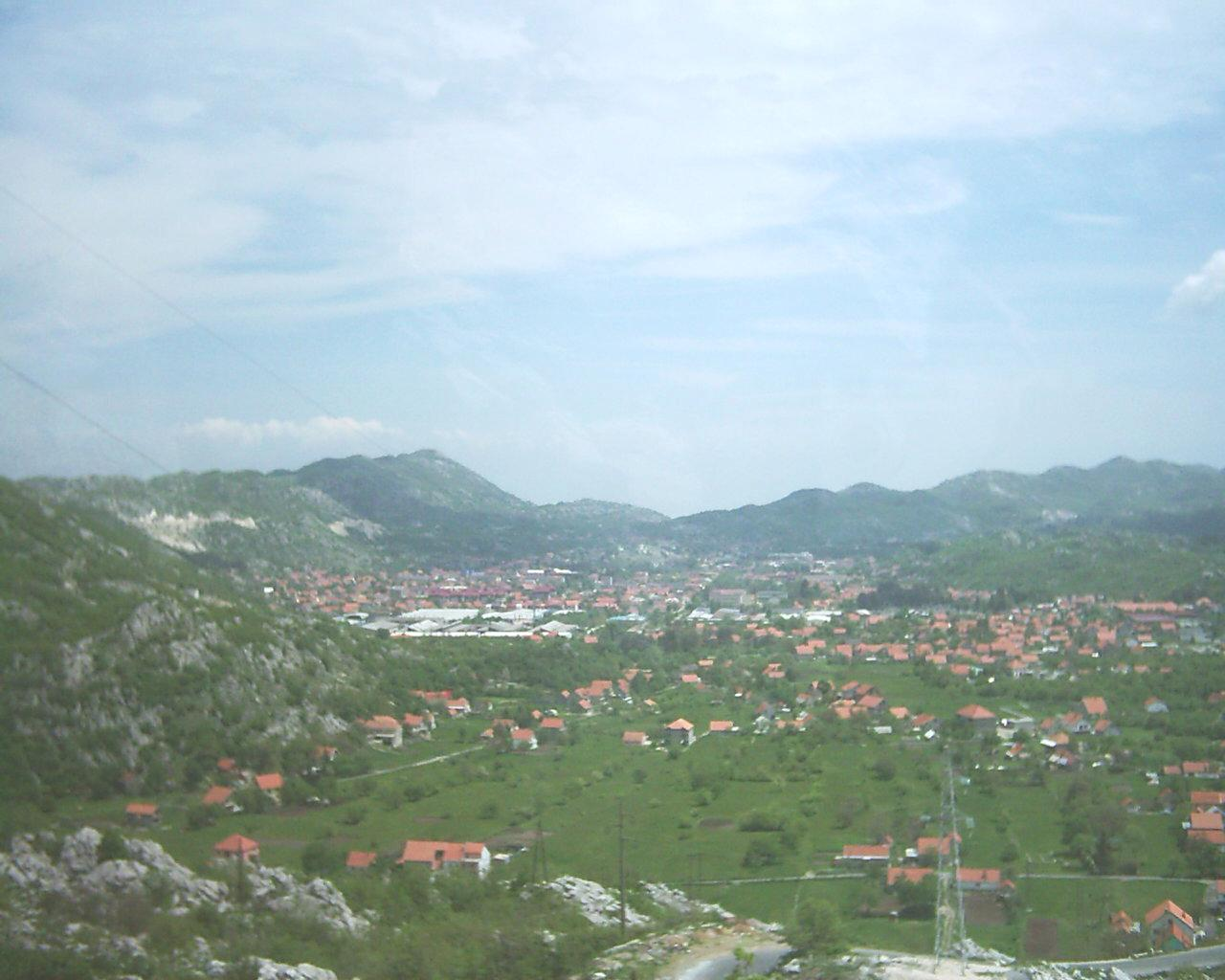
Staden Cetinje med förorten Bajice närmast i bild

Cetinje

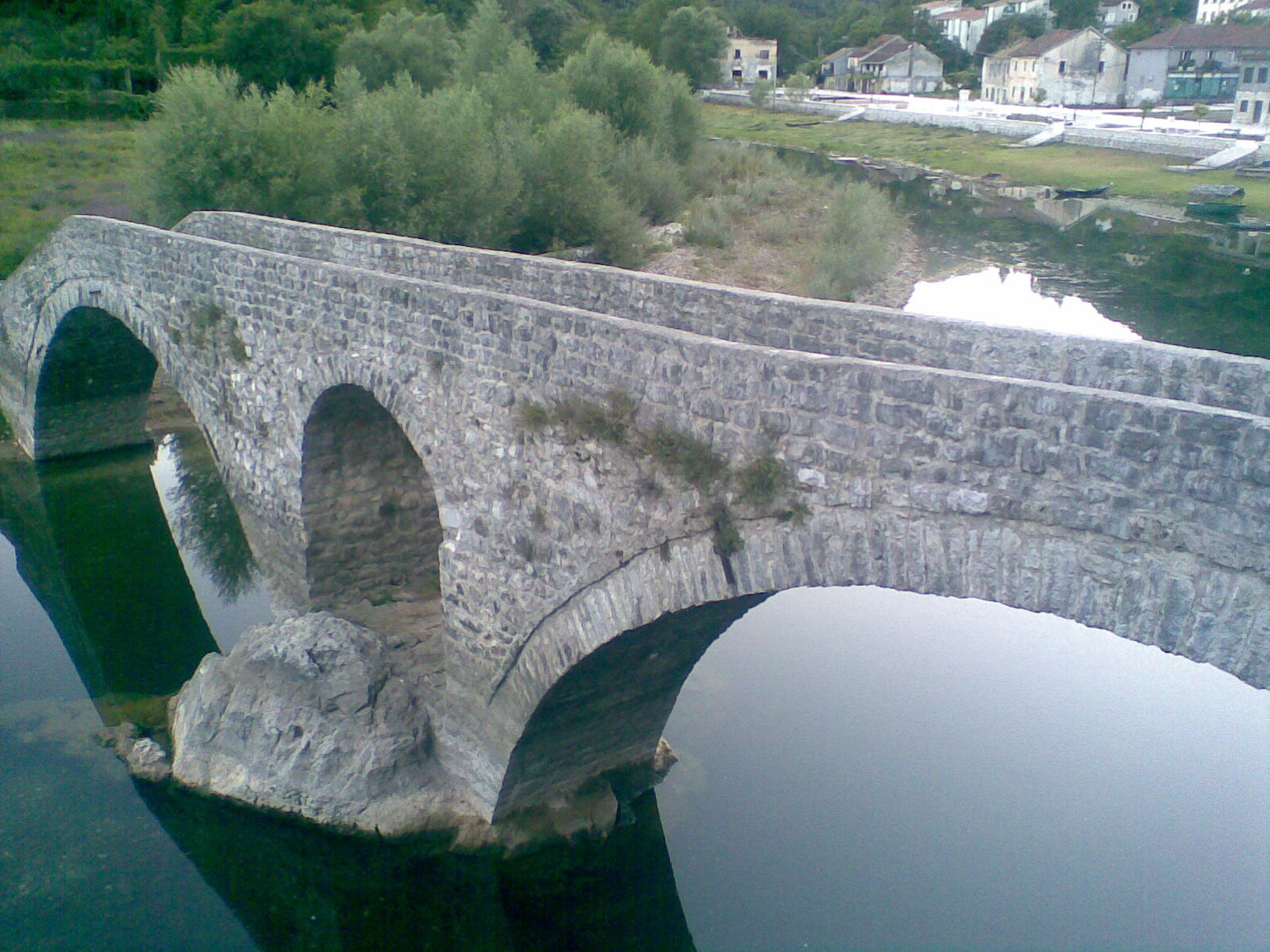
Bro i Rijeka Crnojevića med delar av staden i bakgrunden

Det här är en lista över orter i kommunen Cetinje. Se även Lista över orter i Montenegro. Alla orter i kommunen är listade. Samtliga mätningar är ifrån 2003. 

## Över 200 invånare
- Bajice, 857 invånare
- Rijeka Crnojevića, 484 invånare
- Cetinje, 15 137 invånare
- Njeguši, 517 invånare

## 100-199 invånare
- Dobrsko Selo, 123 invånare
- Erakovići, 113 invånare
- Zabrđe, 148 invånare

## 50-99 invånare
- Bjeloši, 86 invånare
- Dobrska Župa, 51 invånare
- Dodoši, 61 invånare
- Drušići, 76 invånare
- Kobilji Do, 53 invånare
- Meterizi, 65 invånare
- Оčinići, 54 invånare
- Raičevići, 89 invånare
- Rvaši, 72 invånare
- Rokoči, 54 invånare
- Trešnjevo, 69 invånare
- Čevo, 62 invånare

## 25-49 invånare
- Bobija, 39 invånare
- Velestovo, 25 invånare
- Vrba, 34 invånare
- Vrela, 35 invånare
- Gornji Brceli, 44 invånare
- Gornji Ceklin, 27 invånare
- Grab, 32 invånare
- Donja Zaljut, 25 invånare
- Žabljak, 40 invånare
- Zagora, 27 invånare
- Kopito, 30 invånare
- Kranji Do, 35 invånare
- Lastva, 30 invånare
- Trnjine, 29 invånare
- Ubli, 40 invånare
- Ugnji, 25 invånare
- Šinđon, 25 invånare
- Štitari, 41 invånare

## 10-24 invånare
- Bijele Poljane, 16 invånare
- Bokovo, 20 invånare
- Gornja Zaljut, 17 invånare
- Gređina, 21 invånare
- Građani, 23 invånare
- Donje Selo, 23 invånare
- Dragomi Do, 13 invånare
- Dubovik, 13 invånare
- Dugi Do, 15 invånare
- Začir, 14 invånare
- Izvori, 18 invånare
- Jankovići, 21 invånare
- Kosijeri, 16 invånare
- Lipa, 23 invånare
- Markovina, 16 invånare
- Mužovići, 14 invånare
- Ožegovice, 11 invånare
- Podbukovića, 21 invånare
- Prevlaka, 24 invånare
- Prediš, 15 invånare
- Prentin Do, 18 invånare
- Resna, 13 invånare
- Riječani, 20 invånare
- Ulići, 10 invånare
- Češljari, 13 invånare

## 0-9 invånare
- Barjamovica, 3 invånare
- Boguti, 4 invånare
- Gađi, 4 invånare
- Vignjevići, 5 invånare
- Vojkovići, 5 invånare
- Vuči Do, 3 invånare
- Dide, 1 invånare
- Dubovo, 5 invånare
- Dujeva, 2 invånare
- Đalci, 5 invånare
- Đinovići, 3 invånare
- Žanjev Do, 2 invånare
- Jezer, 5 invånare
- Kućišta, 9 invånare
- Ljvićja, 7 invånare
- Lješev Stub, 0 invånare
- Majstori, 0 invånare
- Malošin Do, 1 invånare
- Mikulići, 0 invånare
- Milijevići, 8 invånare
- Obzovica, 6 invånare
- Oćevići, 8 invånare
- Pačaraće, 4 invånare
- Pejovići, 5 invånare
- Petrov Do, 7 invånare
- Poda, 0 invånare
- Prekornica, 5 invånare
- Proseni Do, 7 invånare
- Radomir, 0 invånare
- Ršani Do, 3 invånare
- Smokovči, 0 invånare
- Tomići, 2 invånare
- Dobra Gora, 8 invånare
- Uba, 5 invånare
- Ubliče, 1 invånare

## Lista över de största orterna efter befolkning
| Nr |
| -- |
| 1  |
| 2  |
| 3  |
| 4  |
| 5  |

| Ortnamn           | Serbiskt namn     | Folkmängd 2003 | Folkmängd 1991 | Koordinater                                             |  |
| ----------------- | ----------------- | -------------- | -------------- | ------------------------------------------------------- |  |
| Cetinje           | Цетиње            | 15 137         | 15 946         | 42°23′39.26″N 18°55′13.59″Ö / 42.3942389°N 18.9204417°Ö |  |
| Bajice            | Бајице            | 857            | 805            | 42°23′53.47″N 18°53′13.99″Ö / 42.3981861°N 18.8872194°Ö |  |
| Rijeka Crnojevića | Ријека Црнојевића | 229            | 340            | 42°20′22.29″N 19°01′21.25″Ö / 42.3395250°N 19.0225694°Ö |  |
| Njeguši           | Његуши            | 172            | ?              | 42°25′40.36″N 18°49′20.31″Ö / 42.4278778°N 18.8223083°Ö |  |
| Zabrđe            | Забрђе            | 148            | 223            | 42°23′53.06″N 18°58′24.03″Ö / 42.3980722°N 18.9733417°Ö |  |